# Якамара еквадорська
Якамара еквадорська (Galbula tombacea) — вид дятлоподібних птахів родини якамарових (Galbulidae).

## Поширення
Вид поширений в Колумбії, північному заході Бразилії, на півночі Еквадору та Перу. Живе у тропічних та субтропічних вологих лісах, у болотистих місцевостях та вждовж берегів річок.

## Опис
Птах завдовжки 19-23,5 см. Вага 21-25 г. У нього довгий прямий і загострений дзьоб, чорного кольору. Більша частина його тіла яскраво-зеленого кольору. Черево і нижня частина його довгого хвоста червонуватого кольору, менш насиченого у самиці. Верхівка голови та лоб сірувато-коричневі. Під дзьобом є невелика біла пляма.

## Спосіб життя
Живиться комахами. Гнізда облаштовує у норах, які викопує у термітниках, на схилах ярів або обривистих берегах річок.